# Salvatore Morelli
Salvatore Morelli (Carovigno, 1 de mayo de 1824 - Pozzuoli, 22 de octubre de 1880) fue un jurista, escritor, periodista, patriota y político italiano, especialmente conocido por su defensa de los derechos de las mujeres. Fue el primer diputado italiano en presentar proyectos de ley para reclamar el voto de las mujeres, reconocer el divorcio y reclamar la igualdad entre hombres y mujeres. En 1877 su ley estableció la capacidad legal de las mujeres admitidas como testigos en los actos previstos por el Código Civil. Morelli publicó en 1861 La donna e la scienza o la soluzione del problema sociale (La mujer y la ciencia o la solución del problema social) sobre la emancipación femenina, ocho años antes de que John Stuart Mill publicara La esclavitud de la mujer en 1869. El libro fue traducido al francés en Bruselas y al inglés en Londres.

## Biografía
Salvatore Morelli nació  en Carovigno  el 1 de mayo de 1824. Era hijo de Aurora Brandi y Casimiro Morelli,. Realizó los primeros estudios clásicos con la ayuda de Don Felice Sacchi, arcipreste de Carovigno y de los cánones Del Buono y De Castro en el seminario de Brindisi . En 1840 se mudó a Nápoles para seguir los estudios en la facultad de derecho de la Universidad de Nápoles . En la ciudad napolitana frecuentaba círculos liberales como el salón de Maria Giuseppa Guacci y Antonio Nobile. Se convirtió en periodista y se afilió a « Giovine Italia » fundada por Mazzini . 
De ideas libertarias y mazzinianas, en 1848 ingresó en la Guardia Nacional en Brindisi. Estuvo diez años en prisión por quemar la imagen de Fernando II en la plaza de la ciudad. En 1851, acusado de conspiración, fue trasladado al castillo de Isquia, una prisión para presos políticos, donde sufrió un falso fusilamiento, fue torturado y vio sus libros quemados. El primer largo período de prisión terminó en la isla de Ventotene . Allí exaltó la desafortunada expedición de Carlo Pisacane a Sapri . Cayó, por lo tanto, una vez más en las garras de la justicia borbónica. En Ventotene salvó a tres niños de ahogarse y por esto recibió el perdón, que rechazó, sin embargo, se lo pasó a otro prisionero, un padre de numerosos niños.
En1858 fue enviado a Lecce como guardia especial. Allí entró en contacto con los liberales locales y para asegurar su sustento le confiaron la educación de los hijos de Paquale Greco, un farmacéutico de la ciudad. En este periodo desarrolló la idea de la necesidad de la emancipación de la mujer a partir de las conversaciones con Giovanna De Angelis esposa de Greco. En enero de 1860 durante su estancia en Lecce fue encarcelado nuevamente durante unos meses, después de haber rechazado una reunión con Francisco II . 
Liberado de prisión después de la caída del régimen borbónico, fundó un periódico mazziniano en Lecce a fines de 1860 junto con Leonardo Cisaria al que pusieron el nombre de El dictador inspirados en la figura de Garibaldi. En el periódico, Morelli destacó la negligencia culpable del nuevo gobierno nacional e ilustró las reformas más urgentes, en su opinión: descentralización, agilidad burocrática y educación del pueblo. 
En 1861 regresó a Nápoles donde publicó su obra más importante, segunda edición en 1862, tercera edición en 1869, con el título La donna e la scienza o la soluzione del problema sociale (La mujer y la ciencia o la solución del problema social), anticipando la emancipación femenina, ocho años antes que el libro de John Stuart Mill La esclavitud de la mujer con el que intercambió correspondencia. El libro de Salvatore Morelli fue traducido al francés en 1862 y al inglés en Londres . 
Después de mudarse a Nápoles, escribió en el periódico de los racionalistas El pensamiento libre. Masón, estuvo con Federico Campanella, Domenico Angerà y otros exponentes de la corriente democrática masónica, entre los representantes masculinos en las logias de adopción.
Fue diputado en el municipio de Sessa Aurunca por cuatro legislaturas, de 1867 a 1880 . En 1867 presentó, primero en Europa, un proyecto de ley titulado "Abolición de la esclavitud doméstica con la reintegración legal de las mujeres, otorgando a las mujeres derechos civiles y políticos" para la igualdad de las mujeres con los hombres, una fuerte respuesta al Código Civil Italiano de 1865, que sometió a la mujer a la autorización matrimonial, convirtiéndola en menor de edad por vida. En los años 1874 - 1875 propuso un nuevo derecho de familia, anticipándose cien años al aprobado en 1975, que establecía además de la igualdad de los cónyuges en el matrimonio, el doble apellido, los derechos de los hijos ilegítimos y el divorcio . En 1875 presentó, con un proyecto de ley especial, la solicitud del derecho al voto para las mujeres. Entre sus propuestas, también la institución de la cremación, la abolición de la enseñanza religiosa en las escuelas públicas y el establecimiento de una Liga de Naciones, para preservar la paz en el mundo. 
Ninguna de estas leyes fue tomada en consideración, sin embargo, en 1877 el Parlamento italiano aprobó su proyecto de ley, "Ley Morelli n. 4176 del 9 de diciembre de 1877", para reconocer a las mujeres el derecho a ser testigos en los actos regulados por el Código Civil, al igual que los testamentos, avances importantes para las implicaciones económicas y para la afirmación del principio de la capacidad jurídica de las mujeres. Gracias a su compromiso, las jóvenes fueron admitidas para asistir a los primeros dos años de la escuela secundaria. Propuso una educación moderna, gratuita y obligatoria para todos, protegió a los débiles, luchó contra la pena de muerte . También luchó contra la Ley de garantías papales  (garantías otorgadas al Papa equivalentes a las otorgadas por un jefe de Estado extranjero, con la diferencia de que la primera está a cargo del contribuyente italiano). 
Durante su periodo parlamentario continuó con su actividad como periodista ya que no había asignación económica por ser parlamentario. En 1872 fundó el periódico "Il Pensiero" vendido en Nápoles y Roma que dirigió durante cuatro años y fue incautado varias veces causándole graves dificultades financieras. 
Debido a la división en la izquierda histórica Morelli, gravemente enfermo esta vez no fue reelegido por quinta vez como diputado. 
Murió por una bronquitis el 2 de octubre de 1880, a los cincuenta y seis años, en la miseria -dado que no existía la indemnización parlamentaria-  en la habitación de una pequeña posada en Pozzuoli, siendo enterrado en el cementerio de la ciudad. Su muerte paso desapercibida en Italia y no tuvo repercusión en los medios. Las emancipadoras estadounidenses escribieron que había muerto el mayor defensor de los derechos de las mujeres en el mundo. Algunos textos sobre su biografía señalan la falta de reconocimiento de la figura de Morelli como pionero en la lucha por los derechos de las mujeres en su propio país, en contraste con el reconocimiento que tuvo en el exterior.

## Obras
- Brindisi e Ferdinando II. o il passato il presente e l'avvenire di Brindisi: quadri storici, Lecce, Tipi Del Vecchio, 1848.
- La donna e la scienza considerate come soli mezzi atti a risolvere il problema dell'avvenire, Napoli, Stab. tip. delle belle arti, 1861.
- La donna e la scienza o La soluzione del problema sociale, Napoli, Stabilimento tipografico dell'Ancora, 1863.
- I tre disegni di legge sulla emancipazione della donna, riforma della pubblica istruzione e circoscrizione legale del culto cattolico nella Chiesa, preceduti da un manifesto di Giuseppe Garibaldi, Firenze, Tip. Franco-italiana di A. De Clemente, 1867.
- Lettera politica del deputato Salvatore Morelli ai suoi elettori del collegio di Sessa Aurunca, Napoli, Stab. tipo-lit. dei fratelli de Angelis, 1868.
- La donna e la scienza o La soluzione del problema sociale, Napoli, Società Tipografico-Editrice, 1869.
- Riforme legislative proposte al Parlamento italiano dal deputato Salvatore Morelli il giorno 26 maggio 1875 per assicurare con nuove guarentigie giuridiche la sorte dei fanciulli e delle donne, S.l., s.n., 1875.
- Sulla riforma delle leggi penali con riferimento all'ordine della famiglia. Risposta del deputato Salvatore Morelli a Raffaele Conforti ministro guardasigilli, Roma, tip. Botta, 1878.
- Proposta di legge del deputato Salvatore Morelli sul divorzio svolta nella tornata dell'8 marzo 1880 e risposta del Ministro guardasigilli, Roma, Edoardo Perino, 1880.
- Sul romitorio di Belvedere, 1844.

## Conferencias
- Conferencia internacional de estudios sobre Salvatore Morelli (1824-1880). Democracia y política en el siglo XIX europeo, Roma-Cassino 10-12 de octubre de 1990.[11]

## Reconocimientos póstumos
- En su honor el 3 de mayo de 2017 en la Sale delle Donne del Palazzo Montecitorio se agregó un busto de Morelli junto al de Anna Maria Mozzoni, otra persona clave en la lucha por los derechos de las mujeres del siglo XIX y XX.[12]
- En noviembre de 2019 en Turín se inauguró una placa con su nombre en el jardín ubicado entre vía Boggiani y el corso d'Albertis.[13]

## Otros proyectos
- Wikiquote contiene citas de o sobre Salvatore Morelli